# Cục Viễn thông (Việt Nam)
Cục Viễn thông (tiếng Anh: Viet Nam Telecommunications Authority, viết tắt là VNTA) là tổ chức thuộc Bộ Khoa học và Công nghệ, có chức năng tham mưu, giúp Bộ trưởng thực hiện nhiệm vụ quản lý nhà nước và tổ chức thực thi pháp luật trong lĩnh vực viễn thông và Internet.
Cục Viễn thông thành lập ngày 15/8/2011, theo Nghị định số 35/2011/QĐ-TTg ngày 27/6/2011.
Chức năng, nhiệm vụ, quyền hạn và cơ cấu tổ chức của Cục Viễn thông được quy định tại Quyết định số 569/QĐ-BTTTT ngày 29/4/2021 của Bộ trưởng Bộ Thông tin và Truyền thông.
Cục Viễn thông là cơ quan quản lý chuyên ngành về viễn thông thứ 159 được thành lập trong tổng số 192 quốc gia tham gia Liên minh Viễn thông Quốc tế (ITU).

## Nhiệm vụ và quyền hạn
Theo Điều 2, Quyết định số 569/QĐ-BTTTT ngày 29/4/2021 của Bộ trưởng Bộ Thông tin và Truyền thông, Cục Viễn thông có các nhiệm vụ, quyền hạn chính:
1. Chủ trì xây dựng và trình Bộ trưởng ban hành hoặc để Bộ trưởng trình cấp có thẩm quyền ban hành các văn bản quy phạm pháp luật về viễn thông và Internet.
2. Chủ trì, tham gia xây dựng và trình Bộ trưởng ban hành hoặc để Bộ trưởng trình cấp có thẩm quyền ban hành, phê duyệt chiến lược, quy hoạch, kế hoạch phát triển dài hạn, trung hạn, hằng năm; chương trình, đề án, dự án về viễn thông và Internet theo sự phân công của Bộ trưởng.
3. Hướng dẫn thực hiện, thanh tra, kiểm tra và chịu trách nhiệm tổ chức thực hiện các văn bản quy phạm pháp luật, chiến lược, quy hoạch, kế hoạch về viễn thông và Internet đã được phê duyệt.
4. Chủ trì xây dựng và trình Bộ trưởng ban hành danh mục, đối tượng thụ hưởng, phạm vi, chất lượng, giá cước dịch vụ viễn thông công ích; quy định chi tiết về đấu giá kho số viễn thông, danh mục kho số viễn thông được đấu giá.
5. Chủ trì, phối hợp với các cơ quan, đơn vị liên quan thực hiện công tác bồi dưỡng, hướng dẫn chuyên môn nghiệp vụ, tuyên truyền phổ biến, giáo dục pháp luật trong lĩnh vực viễn thông và Internet.
6. Cấp hoặc thẩm định trình Bộ trưởng cấp, gia hạn, sửa đổi, bổ sung, đình chỉ, thu hồi các giấy phép về viễn thông theo quy định của pháp luật. Giám sát việc triển khai các giấy phép viễn thông đã cấp.
7. Quản lý, giám sát việc triển khai giá cước, khuyến mại. Kiểm soát, đình chỉ áp dụng giá cước viễn thông khi doanh nghiệp viễn thông áp đặt, phá giá giá cước viễn thông gây mất ổn định thị trường viễn thông, làm thiệt hại đến quyền, lợi ích hợp pháp của người sử dụng dịch vụ viễn thông, doanh nghiệp viễn thông khác và Nhà nước. Chỉ đạo và hướng dẫn thực hiện chế độ báo cáo, kế toán, kiểm toán phục vụ hoạt động quản lý giá cước viễn thông và Internet.
8. Chủ trì, phối hợp hướng dẫn và quản lý về cạnh tranh và giải quyết kiến nghị trong lĩnh vực viễn thông, ứng dụng viễn thông và Internet.
9. Phân bổ, cấp, gia hạn, đình chỉ, thu hồi mã, số viễn thông theo quy hoạch và quy định quản lý kho số viễn thông. Tổ chức thực hiện các quy định về đấu giá, chuyển nhượng quyền sử dụng kho số viễn thông.
10. Chủ trì xây dựng chính sách và thực thi quản lý nhà nước theo quy định của pháp luật đối với các tên miền chung mới cấp cao nhất thuộc quyền quản lý của Việt Nam.
11. Thực hiện quản lý về kết nối viễn thông. Hướng dẫn, chỉ đạo thực hiện và giải quyết tranh chấp về kết nối viễn thông.
12. Thực hiện kiểm tra nhà nước về chất lượng sản phẩm, hàng hóa chuyên ngành công nghệ thông tin và truyền thông có khả năng gấy mất an toàn thuộc trách nhiệm quản lý của Bộ Thông tin và Truyền thông theo quy định của pháp luật.
13. Cấp và thu hồi giấy chứng nhận hợp quy; quản lý, kiểm tra, giám sát việc công bố họp quy, sử dụng dấu hợp quy đối với sản phẩm chuyên ngành thuộc phạm vi quản lý của Bộ Thông tin và Truyền thông; quản lý, kiểm tra, giám sát việc công bố hợp quy đối với hạ tầng kỹ thuật viễn thông thụ động, kết nối mạng viễn thông, dịch vụ viễn thông.
14. Tổ chức thực hiện việc kiểm định thiết bị viễn thông, đài vô tuyến điện theo quy định của pháp luật.
15. Tổ chức xây dựng, quản lý, vận hành phòng thử nghiệm, hiệu chuẩn chuyên ngành viễn thông và Internet phục vụ công tác quản lý viễn thông.
16. Nghiên cứu, ứng dụng khoa học và công nghệ trong hoạt động viễn thông; tham gia xây dựng tiêu chuẩn, quy chuẩn kỹ thuật chuyên ngành về viễn thông.
17. Hướng dẫn, giám sát việc chia sẻ và sử dụng chung cơ sở hạ tầng viễn thông, sử dụng chung hạ tầng kỹ thuật liên ngành.
18. Chủ trì chỉ đạo, hướng dẫn công tác bảo đảm an toàn cơ sở hạ tầng viễn thông; phối hợp thực hiện công tác bảo đảm an toàn thông tin, an ninh thông tin theo quy định của pháp luật và theo sự phân công của Bộ trưởng. Chủ trì hướng dẫn, giám sát thực hiện các quy định về quản lý thông tin thuê bao viễn thông.
19. Chủ trì tổ chức thực hiện việc báo cáo, thống kê, giám sát về hoạt động nghiệp vụ viễn thông và thị trường dịch vụ viễn thông và Internet. Tổng hợp số liệu, phân tích và dự báo về thị trường dịch vụ viễn thông và Internet.
20. Tổ chức và quản lý việc cung cấp các dịch vụ công trong lĩnh vực viễn thông theo quy định của pháp luật.
21. Thiết lập, quản lý, vận hành và khai thác hệ thống thu thập và quản lý số liệu viễn thông; hệ thống chuyển mạng viễn thông di động mặt đất giữ nguyên số.
22. Chỉ đạo, hướng dẫn, kiểm tra việc tổ chức, quản lý, khai thác các mạng viễn thông dùng riêng theo quy định của pháp luật và phân công của Bộ trưởng.
23. Trình Bộ trưởng các biện pháp huy động phương tiện, thiết bị, mạng và dịch vụ viễn thông phục vụ các trường hợp khẩn cấp về an ninh quốc gia, thiên tai, địch họa theo quy định của pháp luật. Chỉ đạo việc thực hiện nhiệm vụ đáp ứng nhu cầu thông tin liên lạc phục vụ các sự kiện chính trị, kinh tế, xã hội quan trọng; công tác phòng, chống lụt, bão và tìm kiếm cứu nạn.
24. Thường trực Ban Chỉ huy phòng chống thiên tai và tìm kiếm cứu nạn của Bộ Thông tin và Truyền thông và các Ban chỉ huy, Ban chỉ đạo khác liên quan đến hoạt động viễn thông do Bộ trưởng giao.
25. Thực hiện hợp tác quốc tế trong lĩnh vực viễn thông và Internet theo sự phân công, phân cấp của Bộ trưởng.
26. Phối hợp với các đơn vị có liên quan thực hiện nhiệm vụ quyền hạn của Bộ Thông tin và Truyền thông đối với hoạt động của hiệp hội, hội về viễn thông và Internet.
27. Thực hiện thanh tra chuyên ngành về viễn thông; kiểm tra việc thực hiện pháp luật về viễn thông; giải quyết khiếu nại, tố cáo, xử lý các hành vi vi phạm trong hoạt động viễn thông; tham gia hướng dẫn giải quyết tranh chấp để bảo vệ quyền lợi người sử dụng dịch vụ viễn thông, ứng dụng viễn thông và Internet theo quy định của pháp luật.
28. Thu, quản lý và sử dụng phí, lệ phí về viễn thông theo quy định của pháp luật.
29. Quản lý về tổ chức, biên chế, thực hiện chính sách, chế độ đối với cán bộ, công chức, viên chức và lao động thuộc phạm vi quản lý của Cục.
30. Quản lý tài chính, tài sản và các nguồn lực khác được giao theo quy định của pháp luật và phân cấp của Bộ trưởng.
31. Thực hiện các nhiệm vụ khác được Bộ trưởng giao.

## Lãnh đạo Cục[3]
- Cục trưởng: Nguyễn Thành Chung
- Phó Cục trưởng:

1. Nguyễn Phong Nhã[4]
2. Trần Duy Hải[5]
3. Nguyễn Anh Cương

## Cơ cấu tổ chức

### Các phòng giúp việc Cục trưởng
(Theo Khoản 2a, Điều 3, Quyết định số 569/QĐ-BTTTT ngày 29/4/2021 của Bộ trưởng Bộ Thông tin và Truyền thông)
- Văn phòng
- Phòng Kế hoạch - Tài chính
- Phòng Chính sách
- Phòng Phát triển hạ tầng
- Phòng Kinh tế
- Phòng Công nghệ và dịch vụ
- Phòng Cấp phép và Tài nguyên
- Phòng Thanh tra

### Các đơn vị sự nghiệp trực thuộc
(Theo Khoản 2b, Điều 3, Quyết định số 569/QĐ-BTTTT ngày 29/4/2021 của Bộ trưởng Bộ Thông tin và Truyền thông)
- Trung tâm Đo lường Chất lượng Viễn thông
- Trung tâm Hỗ trợ phát triển Mạng và Dịch vụ